# Markttransparenz
Markttransparenz ist in der Volkswirtschaftslehre der Umfang des Wissens der Marktteilnehmer über die Marktdaten, das Marktgeschehen und die Marktentwicklung auf einem bestimmten Markt.

## Allgemeines
Marktteilnehmer sind alle Wirtschaftssubjekte (Unternehmen, Staat, Verbraucher und Ausland), die als Anbieter oder Nachfrager auf einem relevanten Markt auftreten. Um Kauf- und Verkaufsentscheidungen treffen zu können, benötigen sie eine Vielzahl von marktrelevanten Informationen. Je höher ihr Informationsgrad ist, umso mehr Markttransparenz ist vorhanden:
{\displaystyle {\text{Informationsgrad der Markttransparenz}}={\frac {\mathrm {tats{\ddot {a}}chlich\ vorhandene\ Marktinformationen} }{\mathrm {verf{\ddot {u}}gbare\ Marktinformationen} }}}
Vollkommene Markttransparenz liegt demnach bei 100 % vor, unvollkommene Markttransparenz zwischen 0 und 100 % und vollkommene Ignoranz bei 0 %.
Die Schaffung von Markttransparenz überlässt der Staat weitgehend den sozialen, ökonomischen und politischen Interessengruppen, Verbraucherorganisationen (wie der Stiftung Warentest) und dem einzelnen Verbraucher, der sich über die Massenmedien informieren kann.

## Geschichte
Oskar Morgenstern hatte bereits 1935 in seinem Aufsatz Vollkommene Voraussicht und wirtschaftliches Gleichgewicht nachgewiesen, dass bei vollkommener Kenntnis aller Marktparameter, also auch der Planungen und künftigen Handlungen aller Marktteilnehmer, logischerweise kein Markt funktionieren kann. Denn bei vollkommener Voraussicht müssten sich die Planungen und Handlungen eines Marktteilnehmers an der Kenntnis der Planungen und künftigen Handlungen aller anderen orientieren […] Da diese Bedingung für alle Marktteilnehmer gilt, müssten die Handlungen aller [bereits] determiniert sein, ehe sie determiniert sein können. Ähnlich wie eine vollkommen glatte Fläche keine Fortbewegung mehr erlaubt, sondern zur Fortbewegung „unvollkommen glatt“ sein und Widerstand bieten muss, ist für das Funktionieren von Märkten immer die unvollkommene Kenntnis der Marktteilnehmer Voraussetzung. Praktisch kann es sich daher bei Markttransparenz immer nur um einen Grad der (objektiven) Marktübersichtlichkeit oder einen Grad der (subjektiven) Marktübersicht handeln. Die Volkswirtschaftslehre hat in der Folgezeit der Bezeichnung „vollständige Markttransparenz“ den Vorzug vor "vollkommener Markttransparenz" gegeben.
Einer größeren Markttransparenz dienen unabhängige, der Öffentlichkeit zugängliche Berichte zur Qualität. Hierzu gehören im Gesundheits- und Pflegewesen beispielsweise die Qualitätsberichte von Krankenhäusern oder bei der Energieversorgung die Markttransparenzstelle für den Großhandel im Bereich Strom und Gas. Institutionen, die diesem Zweck dienen, sind beispielsweise die Bundesnetzagentur.
Ein hoher Grad an Markttransparenz kann zu Disintermediation, das heißt dem Wegfall von (Handels-)Intermediären führen. So wird häufig die gestiegene Markttransparenz durch die neuen Informationsmedien (Internet, Mobilfunk) als ein Grund für den wirtschaftlichen Niedergang vieler Groß- und Einzelhändler in einigen Marktsegmenten angesehen (elektronischer Handel und elektronische Beschaffung).

## Arten
Vollkommene Markttransparenz liegt vor, wenn alle Wirtschaftssubjekte über alle Marktdaten verfügen, während die völlige Marktintransparenz durch keinerlei Informationen über das Marktgeschehen gekennzeichnet ist. Beide Grenzfälle gibt es in der Realität nicht. Die vollkommene Markttransparenz ist eine der Prämissen im Marktgleichgewicht der vollständigen Konkurrenz. Horizontale Markttransparenz ist auf Seite der Anbieter die gegenseitige Überschaubarkeit des Angebots; eine relativ hohe horizontale Markttransparenz ist die Voraussetzung für das Zustandekommen einer impliziten Kollusion, die insbesondere auf polypolistischen Märkten wettbewerbsfördernd wirkt. Die vertikale Markttransparenz betrifft die Verbraucher, die sich einen Überblick über die verschiedenen Angebote verschaffen und das für sie vorteilhafteste auswählen können. Auch eine hohe vertikale Markttransparenz wirkt wettbewerbsfördernd, meist wird die horizontale Markttransparenz höher sein als die vertikale.

## Art der Marktdaten
Die für Kauf- und Verkaufsentscheidungen relevanten Marktdaten sind insbesondere Anbieter und Nachfrager, Marktpreise, Art und Produktqualität der Güter und Dienstleistungen, Liefer- und Zahlungsbedingungen, Marktvolumen, Garantieerklärungen, Präferenzen oder marktrelevante gesetzliche Vorschriften. Wegen des Informationswerts werden sich die Marktteilnehmer bei ihren Entscheidungen und ihrem Kaufverhalten auf wenige dieser Marktdaten beschränken. Überhaupt keine oder sehr geringe Markttransparenz liegt dem Spontankauf zugrunde. Je teurer ein Produkt oder eine Dienstleistung ist, umso mehr Marktdaten werden durch die Käufer ausgewertet und umso länger ist der Planungshorizont. Die Informationsbeschaffung für die Vorbereitung einer marktrelevanten Entscheidung ist demnach nur solange effizient, bis die Grenzkosten der letzten Information {\displaystyle K_{g}} deren Grenznutzen {\displaystyle N_{g}} entsprechen:
{\displaystyle {K_{g}}} = {\displaystyle {N_{g}}}.
In dieser Situation werden keine weiteren Marktdaten mehr beschafft, die Kauf- oder Verkaufsentscheidung kann getroffen werden.

## Wirtschaftliche Aspekte
Die vollkommene Markttransparenz, bei der sämtliche Marktdaten allen Marktteilnehmern gleichzeitig und vollständig zur Verfügung stehen, ist eine der Prämissen des vollkommenen Marktes.
Da Informations- und Kommunikationskosten meistens die Hauptbestandteile der Transaktionskosten darstellen, kann die Markttransparenz auch zur Senkung der Transaktionskosten beitragen. Eine Zunahme der horizontalen Markttransparenz führt zu einem negativen Einfluss auf den Wettbewerb im homogenen Oligopol („Glaskasten-Situation“), denn eine vollkommene Markttransparenz würde wettbewerbslähmend wirken, da die Konkurrenten hinsichtlich ihrer kompetitiven Handlungen wie in einem Glaskasten säßen. Eine Zunahme der Transparenz auf der Nachfrageseite wirkt sich hingegen positiv auf den Wettbewerb aus.
Die klassischen Konsumgütermärkte wie Automobilmarkt oder Lebensmittelmarkt sind durch einen geringen bis mittleren Grad an Markttransparenz gekennzeichnet, Anbieter und Nachfrager sind nur mäßig über Preis, Qualität und Auswahl informiert. Hohe Transparenz herrscht auf Märkten, wo die Anzahl der Anbieter und Produkte überschaubar sind wie auf dem Mineralölmarkt. In Deutschland wurde dieses Prinzip durch die Schaffung der Markttransparenzstelle für Kraftstoffe beim Bundeskartellamt angewendet, um insbesondere Preise an Tankstellen vergleichen und ggf. vorhandene Preisstrategien der Mineralölkonzerne identifizieren zu können.
In jüngster Zeit ist im Internethandel ein Trend zu sich dynamisch verändernden Marktpreisen zu verzeichnen. Der Hintergrund dafür ist der Versuch, die Markttransparenz zu vermindern und damit die Grenzkosten (s. o.) zu erhöhen, um dadurch höhere Preise durchsetzen zu können.